# 1996-os Formula–1 San Marinó-i nagydíj
A San Marinó-i nagydíj volt az 1996-os Formula–1 világbajnokság ötödik futama.

## Futam
| Helyezés | #  | Versenyző             | Csapat/Motor       | Futott körök | Idő/Kiesés oka  | Rajthely | Pontszám |
| -------- | -- | --------------------- | ------------------ | ------------ | --------------- | -------- | -------- |
| 1        | 5  | Damon Hill            | Williams-Renault   | 63           | 1:35:26,156     | 2        | 10       |
| 2        | 1  | Michael Schumacher    | Ferrari            | 63           | +16,460         | 1        | 6        |
| 3        | 4  | Gerhard Berger        | Benetton-Renault   | 63           | +46,891         | 7        | 4        |
| 4        | 2  | Eddie Irvine          | Ferrari            | 63           | +1:01,583       | 6        | 3        |
| 5        | 11 | Rubens Barrichello    | Jordan-Peugeot     | 63           | +1:18,490       | 9        | 2        |
| 6        | 3  | Jean Alesi            | Benetton-Renault   | 62           | +1 kör          | 5        | 1        |
| 7        | 10 | Pedro Diniz           | Ligier-Mugen-Honda | 62           | +1 kör          | 17       |          |
| 8        | 7  | Mika Häkkinen         | McLaren-Mercedes   | 61           | Motorhiba       | 11       |          |
| 9        | 20 | Pedro Lamy            | Minardi-Ford       | 61           | +2 kör          | 18       |          |
| 10       | 22 | Luca Badoer           | Forti-Ford         | 59           | +4 kör          | 21       |          |
| 11       | 6  | Jacques Villeneuve    | Williams-Renault   | 57           | Felfüggesztés   | 3        |          |
| Kiesett  | 9  | Olivier Panis         | Ligier-Mugen-Honda | 54           | Motorhiba       | 13       |          |
| Kiesett  | 18 | Katajama Ukjó         | Tyrrell-Yamaha     | 45           | Kipördült       | 16       |          |
| Kiesett  | 8  | David Coulthard       | McLaren-Mercedes   | 44           | Hidraulika      | 4        |          |
| Kiesett  | 16 | Ricardo Rosset        | Footwork-Hart      | 40           | Motorhiba       | 20       |          |
| Kiesett  | 17 | Jos Verstappen        | Footwork-Hart      | 38           | Hidraulika      | 14       |          |
| Kiesett  | 12 | Martin Brundle        | Jordan-Peugeot     | 36           | Kipördült       | 12       |          |
| Kiesett  | 15 | Heinz-Harald Frentzen | Sauber-Ford        | 32           | Fékek           | 10       |          |
| Kiesett  | 21 | Giancarlo Fisichella  | Minardi-Ford       | 30           | Motorhiba       | 19       |          |
| Kiesett  | 14 | Johnny Herbert        | Sauber-Ford        | 25           | Elektronika     | 15       |          |
| Kiesett  | 19 | Mika Salo             | Tyrrell-Yamaha     | 23           | Motorhiba       | 8        |          |
| NK       | 23 | Andrea Montermini     | Forti-Ford         |              | 107%-os szabály | 22       |          |

## A világbajnokság élmezőnyének állása a verseny után
| H  | Versenyzők         | Pont | H  | Konstruktőrök    | Pont |
| -- | ------------------ | ---- | -- | ---------------- | ---- |
| 1. | Damon Hill         | 43   | 1. | Williams-Renault | 65   |
| 2. | Jacques Villeneuve | 22   | 2. | Ferrari          | 25   |
| 3. | Michael Schumacher | 16   | 3. | Benetton-Renault | 18   |
| 4. | Jean Alesi         | 11   | 4. | McLaren-Mercedes | 9    |
| 5. | Eddie Irvine       | 9    | 5. | Jordan-Peugeot   | 8    |

## Statisztikák
Vezető helyen:
- David Coulthard: 19 (1-19)
- Michael Schumacher: 1 (20)
- Damon Hill: 43 (21-63)

Damon Hill 17. győzelme, 15. leggyorsabb köre, Michael Schumacher 11. pole-pozíciója.
- Williams 88. győzelme.